# Церниц-Лом
Церниц-Лом (њем. Zernitz-Lohm) општина је у њемачкој савезној држави Бранденбург. Једно је од 23 општинска средишта округа Остпригниц-Рупин. Према процјени из 2010. у општини је живјело 943 становника. Посједује регионалну шифру (AGS) 12068501.

## Географски и демографски подаци
Церниц-Лом се налази у савезној држави Бранденбург у округу Остпригниц-Рупин. Општина се налази на надморској висини од 33 метра. Површина општине износи 37,0 km². У самом мјесту је, према процјени из 2010. године, живјело 943 становника. Просјечна густина становништва износи 26 становника/km².